# Пржибышевский, Игнатий Яковлевич
Игнатий Яковлевич Пржибышевский (также встречается написание фамилии Пршибышевский, Пшибышевский. пол. Ignacy Przybyszewski, 1755 — после 1810) — российский военачальник польского происхождения, генерал-лейтенант (разжалован в рядовые). Участник русско-польской войны, войн второй и третьей коалиций. 

## Биография
Происходил из польского дворянства Волыни. Cлужил в войсках Речи Посполитой. В 1793 году, после второго раздела Польши, он, в числе многих офицеров польской службы, присягнул на верноподданство Екатерине II, получив в русской армии чин полковника. 15 мая 1795 года назначен генерал-майором в Астраханский гренадерский полк. 

### Война второй коалиции
15 сентября 1797 года был определен шефом Курского мушкетерского полка, стоявшего в Высоколитовске и вскоре выступившем в корпусе Римского-Корсакова в поход против французов. 4 июня 1799 года был произведен в генерал-лейтенанты с назначением начальником третьего отделения правой походной колонны (в составе 4 полков), оставаясь командиром своего полка. 14 сентября начались бои за Цюрих, куда Пржибышевский со своим полком прибыл только ночью, так как накануне помогал австрийскому генералу Готце. 15 сентября рано утром ему было приказано сбить французов с горы Цюрихберг и упорно удерживать её, пока из города не отступит русская армия и обоз. Пржибышевский занял Цюрихберг, но вскоре французские войска оттеснили его, и при беспорядочном отступлении его полк потерял знамя. Весной 1800 года он вернулся в Россию.

### Война третьей коалиции
Продолжая службу в том же полку, в 1805 году он принял участие в войне второй коалиции, где командовал 3-й колонной (6 пехотных полков), с которой от Оломоуца следовал Александр I. В битве при Аустерлице колонна Пржибышевского, согласно диспозиции, двинулась с Праценских высот и заняла Сокольниц. Наполеон, атаковав Працен, разрезал армию союзников и часть войск двинул в тыл Пржибышевского, на которого Даву обрушился с фронта. Окружённый со всех сторон, Пржибышевский решил пробиться со своими войсками вправо, к деревне Кобельниц. Преследуемый артиллерийским и ружейным огнём русский отряд смог пройти две версты отделяющих Сокольниц от Кобельница только к вечеру, окончательно превратившись при этом в бесформенную и плохо организованную массу. Уже на подходе к деревне, французская кавалерия врубилась в остатки войск Пржибышевского и довершила их расстройство. Сам Пржибышевский был взят в плен. Генералы, штаб- и обер-офицеры, орудия, знамёна попали в руки победителей. Из окружения удалось выйти менее 1000 солдат, пробившихся поодиночке. Однако, отчаянное и продолжительное сопротивление третьей колонны облегчило отступление первых двух русских колонн.

### Суд
По возвращении из плена в Россию, Пржибышевский был отдан под суд, обвиненный за сдачу в плен в начале боя с вверенными ему войсками, но Генерал-аудиториат оправдал его. Тогда дело было приказано перенести в Государственный Совет, где Военный и Гражданский департаменты обвинили Пржибышевского в упущении исполнения данной ему диспозиции и приговорили его к разжалованию на месяц в рядовые, а после к отставке от службы. Император Александр I утвердил приговор 25 ноября 1810 года.

## Оценки и мнения
Это не был выдающийся генерал, по словам графа Ланжерона он не имел широкого взгляда, но был храбрым воином и честным человеком.